# Gatosa europea
La gatosa europea (Ulex europaeus), també anomenada vulgarment argelaga d'Europa, argelaga del bosc i argelaguera, és una espècie d'arbust de fulla persistent de la família de les fabàcies. És una planta nativa d'Europa occidental des de l'extrem nord del Regne Unit i el punt més occidental d'Irlanda fins a Galícia, Polònia i Ucraïna. A Catalunya només es troba a la baixa Vall d'Aran entre els 600 i 800 m d'altitud.

## Descripció

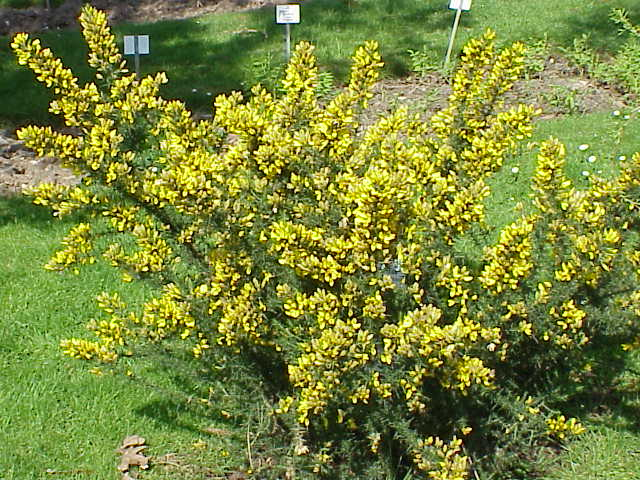
Gatosa europea florida

És un arbust semblant a la gatosa però més robust. Creix fins a 2–3 m d'alt. Les tiges joves són verdes, amb els brots i fulles modificats en espines verdes, d'uns 3 cm de llargada. Les fulles dels individus joves són trifoliades.
Les flors són grogues d'1–2 cm de llargada, floreix durant tot l'any però principalment de febrer a juny. El fruit és un llegum de 2 cm de llargada i conté 2-3 llavors viables durant uns 30 anys.

## Hàbitat
Landes i brugueres en terrenys silicis. Ràpidament rebrota després dels incendis forestals, pot arribar als 30 anys. Es considera una espècie invasora en alguns llocs on ha estat introduïda com Amèrica, Nova Zelanda, Austràlia i l'oest dels Estats Units. i a Sri Lanka.

## Usos
Aquesta gatosa s'ha utilitzat en algunes zones per alimentar els cavalls i altres ramats.
La lectina extreta de les seves llavors serveix com a mètode per identificar la substància-h (H-substance) que és absent en el sistema antigen hh dels glòbuls vermells humans.
És una planta que fa la fixació del nitrogen en el sòl.